# 河北省科学技术厅
河北省科学技术厅是河北省人民政府的组成部门，负责管理河北省的科学技术工作。

## 机构设置

### 内设处室
- 离退休干部处
- 机关党委
- 国际合作处（港澳台合作处）
- 区域创新处
- 科技奖励与成果转化处
- 社会发展科技处
- 农村科技处
- 科技平台与基础研究处
- 资源配置管理处（重大专项处）
- 政策法规处
- 综合规划处
- 人事处
- 办公室 高新技术处
- 监督评估处
- 外国专家管理处

### 直属单位
- 国家半干旱农业工程技术研究中心
- 河北省科技金融发展促进中心
- 河北省科技情报研究院（河北省科技创新战略研究院）
- 河北省科技成果转化服务中心
- 河北省科技厅机关服务中心
- 河北省协同创新中心（科技大厦）
- 河北省山区科技创新中心
- 河北省科学器材公司
- 河北省自然科学基金委员会办公室
- 河北省科技档案馆
- 河北省科技管理信息中心
- 河北省科技型中小企业技术创新资金管理中心
- 河北省对外科技交流中心